# Trauminhalt
Als Trauminhalt wird in der Psychoanalyse Sigmund Freuds alles das bezeichnet,
1. was dem Träumenden nach dem Aufwachen als manifester Trauminhalt in bewusster Erinnerung verblieben ist, sei es „verständlich oder absurd, klar oder verworren“
2. was an latenten Traumgedanken hinter dem bloßen „Traumtext“ des manifesten Trauminhalts vermutet wird und somit den „eigentlichen“ Trauminhalt ausmacht.

Mittels der Technik der Traumdeutung – u. a. der freien Assoziation – und der Theorie der Traumarbeit werden die manifesten in die latenten Trauminhalte umgewandelt.